# Peterborough (Ontario)
Die kanadische Stadt Peterborough (offiziell „City of Peterborough“) liegt in der Provinz Ontario, 125 km nordöstlich von Toronto am Otonabee River. Die Gemeinde ist County Seat des umgebenden Peterborough County und ist eine Single Tier (Einstufigen Gemeinde) mit dem Status einer separated municipality. Obwohl das County seinen Sitz in der Gemeinde hat, wird Peterborough von einer eigenen städtischen Verwaltung regiert.
Eine der wichtigsten Sehenswürdigkeiten der Stadt ist das Schiffshebewerk Peterborough, welches 1904 eröffnet wurde und das seit 1979 ein nationales Kulturdenkmal (National Historic Site of Canada) ist.

## Geschichte
1818 siedelte Adam Scott westlich vom Otonabee River. Ein Jahr später wurde das damalige Dorf mit dem Namen Scottdale gegründet. Seit diesem Zeitpunkt wuchs die Stadt schnell, vor allem durch die vielen Einwanderer. Eine der größten Einwandererwellen erlebte die Stadt 1825, in dem mehr als 2.000 irische Einwanderer aus Cork eintrafen. 1893 wurde die Peterborough canoe company gegründet. Am 1. Juli 1905 wurde Peterborough mit einer Bevölkerungszahl von 14.300 Menschen zur Stadt erklärt.

## Bevölkerung
In der Stadt leben 81.032 Menschen auf einer Fläche von 64,25 km², was einer Bevölkerungsdichte von 1.261,2 Einwohnern pro km² entspricht. In der Agglomeration von Peterborough leben 121.7210 Menschen, wodurch die Stadt die 33.-größte Stadt in Kanada ist.

## Politik
Seit 1984 war Sylvia Sutherland, Politikerin der Ontario Liberal Party, für fünf Amtsperioden Bürgermeisterin der Stadt. Die Stadt ist Sitz des gleichnamigen Countys, gehört diesem jedoch nicht mehr an.

## Wirtschaft
Der wichtigste Wirtschaftszweig in Peterborough ist das produzierende Gewerbe. Die wichtigsten ansässigen Unternehmen sind Siemens, General Motors, General Electric sowie Quaker Oats. Eine Tochtergesellschaft der Lufthansa betreibt hier eines der weltweit sieben Callcenter, wobei durch Peterborough hauptsächlich der kanadische und US-Markt abgedeckt werden soll.

## Verkehr
Peterborough ist an den Highway 115 sowie an den Trans-Canada Highway 7 angeschlossen. Der Flughafen Peterborough befindet sich 5,56 km südlich der Stadt. Des Weiteren besitzt Peterborough ein öffentliches Personennahverkehrssystem, die Peterborough Transit und ist an die Canadian Pacific Railway angeschlossen. Außerdem liegt die Stadt am Trent-Severn-Wasserweg, in dem sich auch das bereits genannte Schiffshebewerk Peterborough befindet.

## Kultur und Sehenswürdigkeiten
Das Canadian Canoe Museum (dt. „Kanadisches Kanumuseum“) in Peterborough ist das einzige auf Kanus spezialisierte Museum in Nordamerika.
Neben dem Schiffshebewerk finden sich mit der Cox Terrace und der Peterborough Drill Hall and Armoury weitere nationale Kulturdenkmäler in Peterborough.

## Persönlichkeiten

### Söhne und Töchter der Stadt
- Roland Fairbairn McWilliams (1874–1957), Politiker
- Michael Joseph O’Brien (1874–1943), römisch-katholischer Erzbischof von Kingston
- George Sullivan (1929–2019), Eishockeyspieler
- Paul McIntyre (1931–2020), Komponist, Pianist, Dirigent und Musikpädagoge
- Brian Cherney (* 1942), Komponist
- Lawrence Cherney (* 1946), Oboist und Musikpädagoge
- Bob Murray (* 1948), Eishockeyspieler
- Joey Johnston (* 1949), Eishockeyspieler
- Cam Newton (* 1950), Eishockeyspieler
- Bob Gainey (* 1953), Eishockeyspieler
- Paul Evans (* 1955), Eishockeyspieler
- Laurie Hendren (1958–2019), Informatikerin und Professorin
- Greg Theberge (* 1959), Eishockeyspieler
- Doug Crossman (* 1960), Eishockeyspieler und -trainer
- Steve Larmer (* 1961), Eishockeyspieler
- Doug Evans (* 1963), Eishockeyspieler
- Jennifer Doey (* 1965), Ruderin
- Kevin Evans (* 1965), Eishockeyspieler und -trainer
- John Druce (* 1966), Eishockeyspieler
- Herb Raglan (* 1967), Eishockeyspieler
- Kerry Huffman (* 1968), Eishockeyspieler und -trainer
- Justine Musk (* 1972), Schriftstellerin
- Cory Stillman (* 1973), Eishockeyspieler, -trainer und -funktionär
- Steve Webb (* 1975), Eishockeyspieler
- Cameron MacDonald (* 1976), Eishockeytorwart und -trainer
- Bobby Roode (* 1977), Wrestler
- Colin Beardsmore (* 1978), Eishockeyspieler
- Rob Collins (* 1978), Eishockeyspieler
- Adam Gontier (* 1978), Sänger und Gitarrist der Rockband Three Days Grace
- Trevor McNevan (* 1978), Mitglied der Rockband Thousand Foot Krutch
- Ryan Ready (* 1978), Eishockeyspieler
- Estella Warren (* 1978), Schauspielerin und Fotomodell
- Mike Fisher (* 1980), Eishockeyspieler
- Corey Perry (* 1985), Eishockeyspieler
- Michael Swift (* 1987), südkoreanischer Eishockeyspieler kanadischer Herkunft
- Matt Duchene (* 1991), Eishockeyspieler
- Mitchell Stephens (* 1997), Eishockeyspieler
- Owen Tippett (* 1999), Eishockeyspieler
- Barrett Hayton (* 2000), Eishockeyspieler

### Persönlichkeiten mit Bezug zur Stadt
- David Epston (* 1944), neuseeländischer Psychotherapeut
- Matt Frewer (* 1958), kanadisch-US-amerikanischer Schauspieler
- Barcley Hope, Schauspieler
- William Hope (* 1955), Schauspieler
- Mathias Kom vom Singer-Songwriter-Projekt The Burning Hell
- Shannon McNevan, Eishockeyspieler
- Bradley Walst, Bassist der Rockband Three Days Grace